# 司
司是漢字文化圈國家使用的一種政府單位名稱，在中國古代的三省六部制度中作為「部」之下的分支部門。這種命名方式在現今中華民國政府、中華人民共和國政府、越南政府亦沿用，成為部的內部組織單位。歐美國家的國務部門下轄機構有時也會中譯為「司」，此類單位包含英語的「Directorate」、「Department」或德語的「Abteilung」等。

## 澳門及香港
澳門在葡治時期用於普通部門，如「行政暨公職司」；回歸後只有五個主要部門稱「司」，包括行政法務司、社會文化司、運輸工務司等；首長為「司長」，直屬行政長官。
香港在英治時期，「司」是官職名稱，如布政司、財政司、工務司；回歸後，原來的職位名稱改為「司長」或「局長」，例如政務司司長、財政司司長、工務局局長等；而律政署改稱律政司，「司」變成部門名稱。

## 中华人民共和国
中国国务院的组成机构——部、委、办、（总）局的内设机构多数称作“司”，少数称作“局”，此外还设有“办公厅”。同一部委内部的司与局的级别相同，二者差别是“司”为纯粹的内设机构，没有下属企业事业机构，也不能独立对所主管的全国本系统本行业发布行政规范性文件，不能直接对外行文，必须通过上级部委办（总）局的领导签批后，由办公厅以部委办（总）局的名义发文；而部委所属的“局”具有很大的工作独立性，具有对所主管的全国范围内的本系统本行业发布行政规范性文件、对外行文的权力，还往往直辖很多企事业单位。例如农业部渔业局、农业部农垦局、农业部兽医局、交通运输部海事局、交通运输部公安局、司法部监狱管理局、司法部劳动教养工作管理局、国家新闻出版广电总局无线电台管理局。